# 捶丸

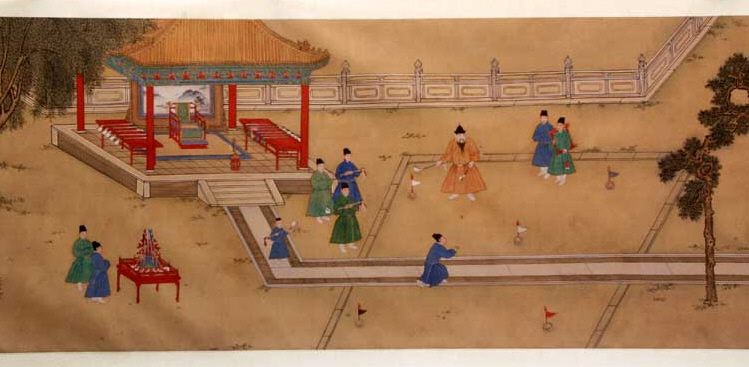
《明宣宗行乐图》局部，捶丸

捶丸是中国古代的一项球类运动，类似于现代的高尔夫球。
捶丸，顾名思义，捶者打也，丸者球也，是中国古代球类运动项目之一。它的出现与盛行和唐代的球类活动有密切关系。唐代除了足踢的蹴鞠、骑马杖击的马球外，还出现了一种拿球杆徒步於一平台打的球类游戏，叫做“步打球”。步打球是一种不骑马，徒步持杖打球的球类活动。这种步打球至宋代遂演化出了另又一种新型的球类运动，这就是捶丸。
捶丸最早的文字记录见于元世祖至元十九年（1282年）出版的《丸经》，该书记载“宋徽宗、金章宗皆爱捶丸”。2002年在泰安泰山岱庙出土了宋代石刻画，其中就有捶丸图，证明了捶丸最晚在宋代就已经存在。